# Ерышово
Ерышово — деревня в Можайском районе Московской области, в составе городского поселения Уваровка. Численность постоянного населения по Всероссийской переписи 2010 года — 42 человека, в деревне числится 1 новая улица Дачная и улица старой деревни Ерышово. До 2006 года Ерышово входило в состав Колоцкого сельского округа. На данный момент содержит более 200 домов.
Деревня расположена в центральной части района, у истоков малой речки Сатка (левый приток реки Колочь), примерно в 5 км к востоку от пгт Уваровка, высота центра над уровнем моря 243 м. Ближайшие населённые пункты — Праслово, Сычи и Сады.